# 浙江等處承宣布政使司
浙江等處承宣布政使司，简称浙江布政司，初名中书分省，后改浙江行省，民间俗称浙江省。明代是浙江设省之始，其建制一直延续到今天。湖州府、嘉兴府一开始不再浙江省内，后洪武十四年以浙江地小而又直隶改属，省属11府1散州75县，地域自此不断延续。浙江省治原驻宁越府，后来大部分时间都在杭州府。

## 沿革
浙江布政使司在元朝属江浙行中书省。龙凤四年（1358年）建德路改置为建安府，不久更名为建德府；同年末（1359年）婺州路改置为宁越府，并且设置中书分省，衙门驻宁越府，辖宁越府、建德府；五年（1359年）衢州路、处州路分别改置为龙游府、安南府，来属中书分省，不久安南府更名为处州府；六年（1360年）宁越府更名为金华府；八年（1362年）建德府更名为严州府；九年（1363年）中书分省衙门迁至严州府；十二年（1366年）湖州路、嘉兴路分别改置为湖州府、嘉兴府，直属中书省；安南府、龙游府分别更名为处州府、衢州府；同年末（1367年）杭州路改置为杭州府，并且中书分省改置为浙江行中书省，行省衙门迁至杭州府；同年绍兴路改置为绍兴府，来属行省；吴元年末（1368年）庆元路改置为明州府，来属行省；洪武元年（1368年）台州路、温州路分别改置为台州府、温州府，来属行省；九年（1376年）浙江行省改置为浙江承宣布政使司；十四年（1381年）明州府更名为宁波府；湖州府、嘉兴府来属。

## 辖区

### 杭州府
元朝杭州府为杭州路。龙凤十二年（1367年）杭州路被改置为杭州府，属行省。府城驻钱塘县、仁和县。

#### 府直属县
钱塘县、仁和县、海宁县、富阳县、余杭县、临安县、於潜县、新城县、昌化县

### 严州府
元朝严州府为建德路。龙凤十四年（1358年）建德路被更名为建安府，不久被更名为建德府，同年末（1359年）来属分省，八年（1362年）被更名为严州府。府治建德县。

#### 府直属县
建德县、桐庐县、淳安县、遂安县、寿昌县、分水县

### 嘉兴府
元朝嘉兴府为嘉兴路。龙凤十二年（1366年）嘉兴路被改置为嘉兴府，直属中书省；洪武十四年（1381年）改属浙江布政司。府治嘉兴县。

#### 府直属县
嘉兴县、秀水县、嘉善县、崇德县、桐乡县、平湖县、海盐县

### 湖州府
元朝湖州府为湖州路。龙凤十二年（1366年）湖州路被改置为湖州府，直属中书省；洪武十四年（1381年）改属浙江布政司。府治乌程县。

#### 府直属县
乌程县、归安县、长兴县、德清县、武康县

#### 散州
- 安吉州

元朝安吉州为安吉县。洪武年间安吉县衙自县西南故城迁至今治，正德元年（1506年）安吉县被升为安吉州。

##### 州属县
孝丰县

### 绍兴府
元朝绍兴府为绍兴路。龙凤十二年（1367年）被改置为绍兴府，属行省。府治山阴县、会稽县。

#### 府直属县
山阴县、会稽县、萧山县、诸暨县、馀姚县、上虞县、嵊县、新昌县

### 宁波府
元朝宁波府为庆元路。吴元年末（1368年）庆元路被改置为明州府，属行省；洪武十四年（1381年）被更名为宁波府。府治鄞县。

#### 府直属县
鄞县、慈谿县、奉化县、定海县、象山县、昌國縣

### 台州府
元朝台州府为台州路。洪武元年（1368年）台州路被改置为台州府，属行省。府治临海县。

#### 府直属县
临海县、黄岩县、天台县、仙居县、宁海县、太平县

### 金华府
元朝金华府为婺州路。龙凤四年末（1359年）婺州路被改置为宁越府，来属分省；龙凤六年（1360年）被更名为金华府。府治金华县。

#### 府直属县
金华县、兰谿县、东阳县、义乌县、永康县、武义县、浦江县、汤溪县

### 衢州府
元朝衢州府为衢州路。龙凤五年（1359年）衢州路被改置为龙游府，来属分省；十二年（1366年）被更名为衢州府。府治西安县。

#### 府直属县
西安县、龙游县、常山县、江山县、开化县

### 处州府
元朝处州府为处州路。龙凤五年（1359年）处州路被改置为安南府，来属分省，不久被更名为处州府。府治丽水县。

#### 府直属县
丽水县、青田县、缙云县、松阳县、遂昌县、龙泉县、庆元县、云和县、宣平县、景宁县

### 温州府
元朝温州府为温州路。洪武元年（1368年）温州路被改置为温州府，属行省。府治永嘉县。

#### 府直属县
永嘉县、瑞安县、乐清县、平阳县、泰顺县